# Храм Зуба Будды
Храм Зуба Будды (Шри Далада Малигава, Sri Dalada Maligawa) — буддистский храм в городе Канди на Шри-Ланке, одна из главных святынь острова. Находится под защитой ЮНЕСКО в составе памятника всемирного наследия «Древний город Канди».

## История
По преданию, после кремирования Будды из костра достали четыре зуба, которые развезли по всему миру. Один из зубов был якобы доставлен на Цейлон в 371 году. После нескольких столетий нахождения в Индии, святыня была отправлена на Цейлон четвёртым правителем Калинги, терпевшим поражения в войнах и опасавшимся за судьбу своего государства. Реликвию на остров переправила дочь правителя, спрятав её в своей причёске.
Этому зубу издавна приписывалась волшебная сила: владеющий им, обладал и всей полнотой власти. Поэтому зуб Будды стал владением королевской династии. Первоначальным местом его хранения был выбран город Анурадхапура, затем зуб перенесли в город Полоннарува, а уже в начале XVIII века он был переправлен в Канди. Тогда специально для хранения этой святыни и был возведён храм Далада Малигава. Зуб скрыт в семи ларцах, вложенных один в другой. Достаточно зубу исчезнуть, чтобы положить конец буддийским верованиям Шри-Ланки. Уничтожить зуб пытались многократно. 
В 1998 году индуисты из тамильской индуистской группировки «Тигры освобождения Тамил-Илама» попытались уничтожить зуб, заложив бомбу в храме Далада Малигава. Бомба сработала, храм был поврежден, но реликвия осталась целой. Сам Зуб видели очень немногие. Было время, когда доступ к золотой ступе имели только король, его приближенные и некоторые из монахов. Сейчас храм Зуба Будды открыт с рассвета до заката, поэтому ступу могут лицезреть все желающие, кто в состоянии выстоять длинную очередь к этой святыне. В очень редких случаях, когда показывают сам Зуб, его укладывают в особую золотую петлю, выходящую из центра золотого лотоса.

## Галерея
- Вид на храмовый комплекс
- Входной портал
- Статуя Будды
- Интерьер верхнего этажа
- Один из алтарей
- Храм в начале XX века